# Vicki Genfan
Vicki Genfan (* 15. Juni 1959) ist eine US-amerikanische Fingerstyle-Gitarristin, Komponistin und Sängerin.

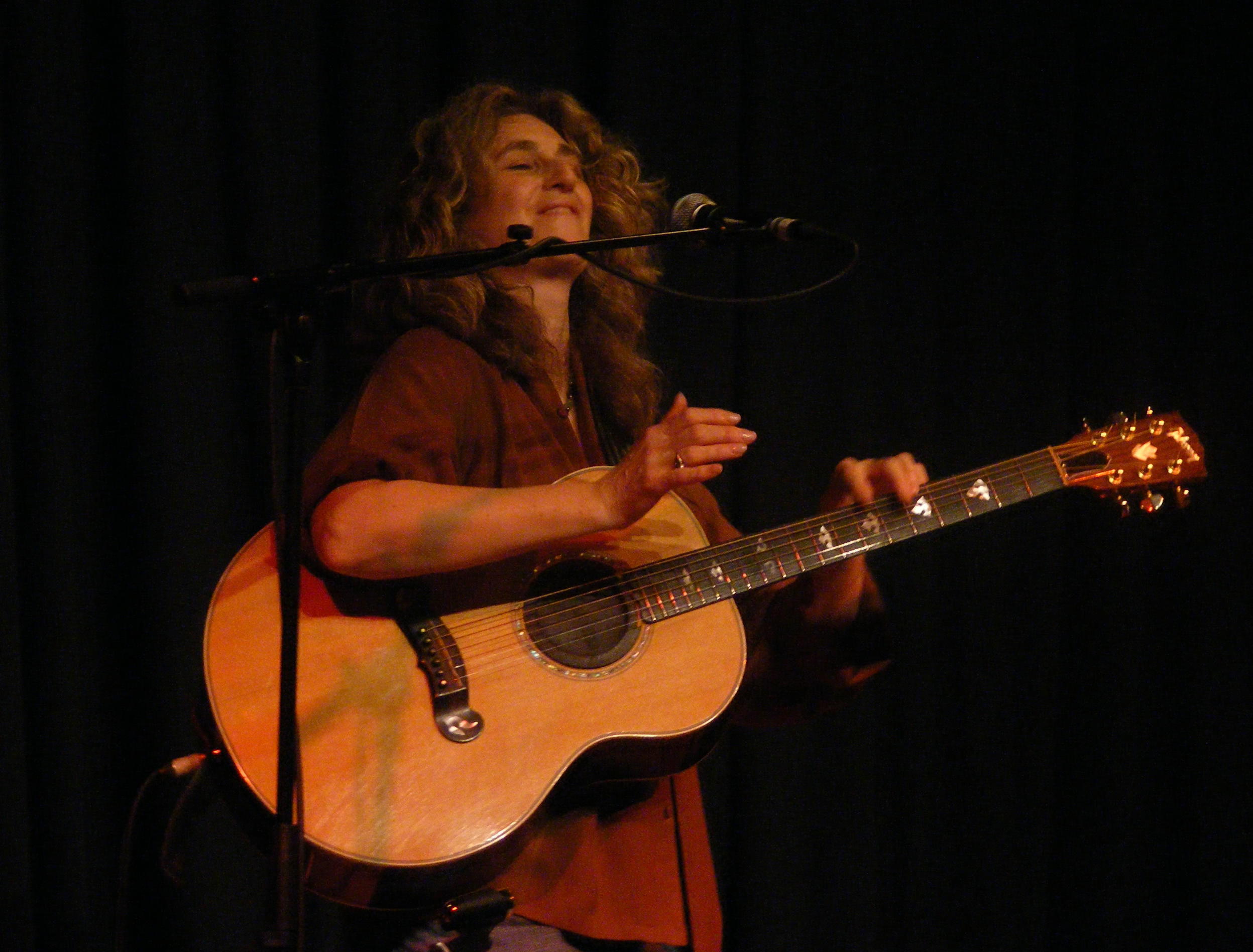
Vicki Genfan (Neunkirchen/Saar 2009)

## Vita und musikalischer Werdegang
Vicki Genfan begann im Alter von fünf Jahren, Gitarre zu spielen. Ihr Vater spielte 12-saitige Gitarre, Mandoline und Fiddle, dazu besaß er eine gute Stimme und war daher eines ihrer musikalischen Vorbilder. Auch ihr älterer Bruder spielte Gitarre. Sie studierte bis Ende der 1970er Jahre klassische Musik und Jazz am Ithaca College in New York. Neben der Gitarre spielt Genfan auch Klavier, Percussion und Posaune.
1994 nahm sie ihr erstes, selbst produziertes Album Native auf, das sie jedoch nicht in größerem Maßstab kommerziell vertrieb. 2001 erschien ihre ebenfalls selbst produzierte CD Outside the Box. Im selben Jahr gewann sie den amerikanischen Just Plain Folks Award für den Titel New Grass von diesem Album. 2003 veröffentlichte das Label Acoustic Music Records die CD Vicki Genfan Live, die Live-Aufnahme eines Konzerts im Rahmen des Open Strings Festivals in Osnabrück. 2004 wurde Vicki Genfan Zweite beim Mountain Stage New Song Festival in West Virginia mit ihrem Song Eleanor.
2006 erschien die Doppel-CD Up Close & Personal, bei der eine CD ausschließlich Instrumentalstücke enthält, die andere hingegen nur Gesangsstücke.
Vicki Genfan hat unter anderem mit Tommy Emmanuel, Laurence Juber, Kaki King und Jennifer Batten auf der Bühne gestanden. Sie wird aufgrund der ungewöhnlichen Technik und ihrer lyrischen, fließenden Spielweise oft mit Michael Hedges oder Pat Metheny verglichen. Vicki Genfan wurde in mehreren amerikanischen und deutschen Fachmagazinen vorgestellt und mitunter als „Königin der Offenen Stimmung“ bezeichnet. Im September 2008 gewann sie den Guitar Superstar-Wettbewerb des Musikmagazins Guitar Player in der Great American Music Hall in San Francisco.
Wenn sie nicht auf Tournee im Ausland ist, spielt sie viele kleinere und größere Konzerte im Nordosten der USA. Sie ist eine erfahrene und gute Lehrerin, veranstaltet Workshops und gibt zudem Privatunterricht. 2003 arbeitete sie an einem Lehrvideo zu ihren Techniken sowie an einem Buch mit ihren Kompositionen.
Vicki Genfan lebt in Fairview, New Jersey.

## Stil

### Spielweise und musikalische Einflüsse
Vicki Genfan bezeichnet ihre Musikrichtung als „Folk meets Funk“. Es ist eine Mischung aus Jazz,  Funk,  Pop und Weltmusik in einem zeitgenössischen Folk-Kontext. Dazu gebietet sie über eine ganze Anzahl ungewöhnlicher Gitarrenstimmungen, Harmonien und Rhythmen, die sie mit treibenden perkussiven Elementen verbindet. Kennzeichnend für ihre Spielweise sind „two handed tappings“, oft explosive „tapped“ und „slapped harmonics“ mit einem oder mehreren Fingern der rechten Hand und geslappte Basslinien.
Genfan tritt nicht nur als Instrumentalistin auf, sie versteht sich ebenso als Songschreiberin. Ihr Gesang wird von ihrem Gitarrenspiel in gelungener Weise unterstützt und ergänzt.
Als Hauptinspiration nennt Vicki Genfan ihren Vater. Daneben beeinflussten sie James Taylor, Michael Jackson, Pat Metheny, Joni Mitchell, Meshell Ndegeocello, Marvin Gaye, Jonatha Brooke und Leo Kottke.

### Gitarren und technische Ausrüstung
Genfan spielt eine Gibson L-140, eine Gibson LG und eine Alvarez Silver Anniversary. Die  Alvarez-Gitarre besitzt ein TrueTone-Tonabnehmer-System, in dem zwei Mikrofone und ein L. R. Baggs LB6-Tonabnehmer über zwei Ausgänge abgemischt werden.
Ihre 12-saitigen Gitarren werden von den Firmen Guild und Luna Guitars hergestellt. Genfan spielt außerdem ein Vega 6-String Deering-Banjo. Für ihre Gitarren benutzt sie medium-gauge-Saiten der Firma D’Addario.
Großen Anteil am vollen, klaren Ton von Genfans Gitarrenspiel hat ihre Toningenieurin Tay Hoyle, welche sie auf zahlreichen Tourneen begleitet und bei der Produktion ihrer CDs mitwirkt.

## Diskografie

### Alben
- 1994 – Native (Eigenveröffentlichung)
- 2000 – Outside The Box (Eigenveröffentlichung)
- 2003 – Vicki Genfan Live (Acoustic Music Records)
- 2006 – Up Close & Personal (Eigenveröffentlichung/NafnegV Publishing)
- 2009 – UnCovered (Acoustic), mit Christina Lux, Sally Barker, Susan Weinert, Kerstin Blodig und Tina Hamlin
- 2016 – Vicki Genfan – Live From NYC
- 2017 – In The Shadow Of A Small Mountain, mit Sally Barker

### Kollaborationen, Gastauftritte
- 1991 – Mistaken Identity (Donna Summer, auf Atlantic)
- 2000 – Home Away From Home (Dee Carstensen, auf Exit Nine)
- 2000 – Fourth Floor (Sonya Heller, Eigenveröffentlichung)

### Kompilationen
- 2005 – La Guitara: Gender Bending Strings (Vanguard)
- 2006 – Indie Music For Life Compilation (Indie Music For Life)
- 2007 – Indie Music For Life Pop/Jazz Compilation (Indie Music For Life)